# Arthur Rödl
Arthur Rödl (ur. 13 maja 1898 w Monachium, zm. w kwietniu 1945) – pierwszy komendant obozu koncentracyjnego KL Gross-Rosen, w stopniu SS-Standartenführer.

## Życiorys
Weteran I wojny światowej oraz walk podczas powstań śląskich w szeregach Freikorpsu Oberland, pracował na poczcie, lecz po tym jak wziął udział w nieudanym puczu monachijskim został z tej pracy zwolniony. Był członkiem NSDAP od roku 1923 i SS od roku 1928. W 1934 r. pełnił służbę w SS-Standarte 1, następnie w 1935 przeniesiony do obozu Sachsenburg, gdzie zajmował do 1937 stanowisko Schutzhaftlagerführera (kierownika obozu i zastępcy komendanta). Taką samą funkcję pełnił w latach 1937–1941 w Buchenwaldzie. Od sierpnia 1941 do września 1942 Rödl był pierwszym komendantem obozu koncentracyjnego KL Gross-Rosen. W 1944 r. był dowódcą batalionu zapasowego SS-Pz.Gren.18. Popełnił samobójstwo w kwietniu 1945.